# Этнографический музей во Вроцлаве

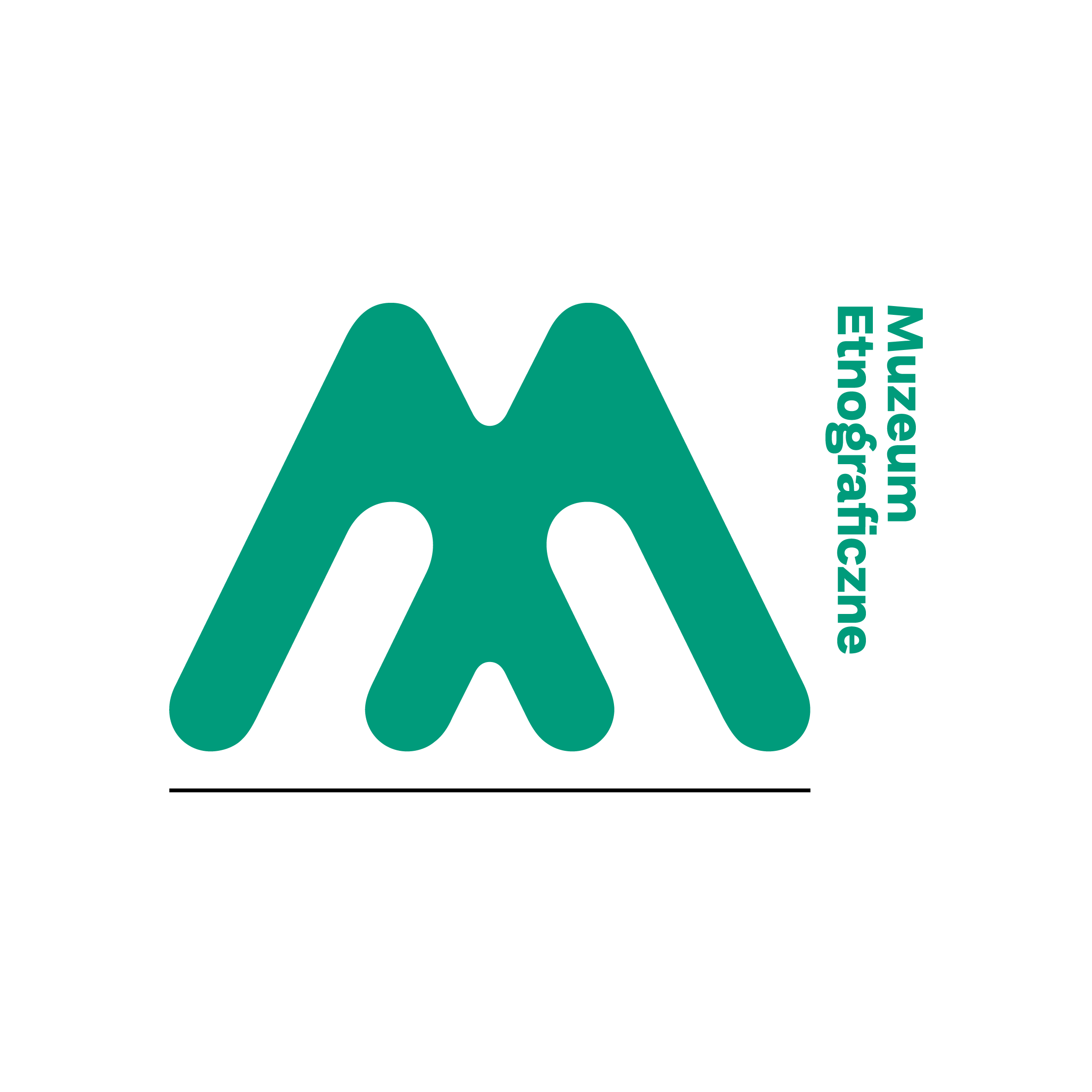
Логотип музея

Этнографический музей во Вроцлаве (польск. Muzeum Etnograficzne we Wrocławiu) — музей народного искусства Нижней Силезии во Вроцлаве, действующий с 1954 года. Коллекция состоит из более чем 20.000 экспонатов, которые иллюстрируют сложную историю Нижней Силезии. Этнографический музей является филиалом Национального музея во Вроцлаве.

## История
До 1948 года во Вроцлаве не было специального этнографического музея. Только в 1948 году был открыт Этнографический отдел Государственного музея (ныне Национальный музей во Вроцлаве). С 1953 года он был преобразован в открытую секцию, первоначально представлявшую временную выставку «Культура нижнесилезской деревни». В 1954 году он стал филиалом Силезского музея, расположенного в одном из флигелей Королевского дворца, где в 1955 году была открыта первая постоянная экспозиция, посвящённая нижнесилезскому народному искусству.
Коллекция была создана благодаря приобретению реликвий из музейных хранилищ Министерства культуры и искусства в Божкуве и Желязно, а также из нескольких региональных музеев — в Карпаче, Шклярской Порембе, Немчи, Болькуве, Яворе, Еленя-Гуре, Каменной Гуре, Бжег, Валбжих и Зембице.

### Дворец
Здание, в котором сейчас находится Этнографический музей во Вроцлаве, было построено по инициативе кардинала Филиппа Людвига фон Зинцендорфа. Строительство дворца по проекту архитектора Кристофа Хакнера началось в 1737 году. Резиденция использовалась сезонно, как место для отдыха и приёма гостей, в ней был огромный бальный зал и четыре жилые комнаты. После смерти кардинала резиденция перешла к его преемнику — епископу Филиппу Готтхарду фон Шаффготшу. Последний, первоначально поддерживаемый прусским королём Фридрихом II, впал в немилость, когда во время Семилетней войны (1756—1763) поддержал Австрию, а не Пруссию. В 1766 году он был приговорён к ссылке, а сам дворец конфискован и национализирован. В последующие годы здание много раз меняло назначение и владельцев.

## Галерея

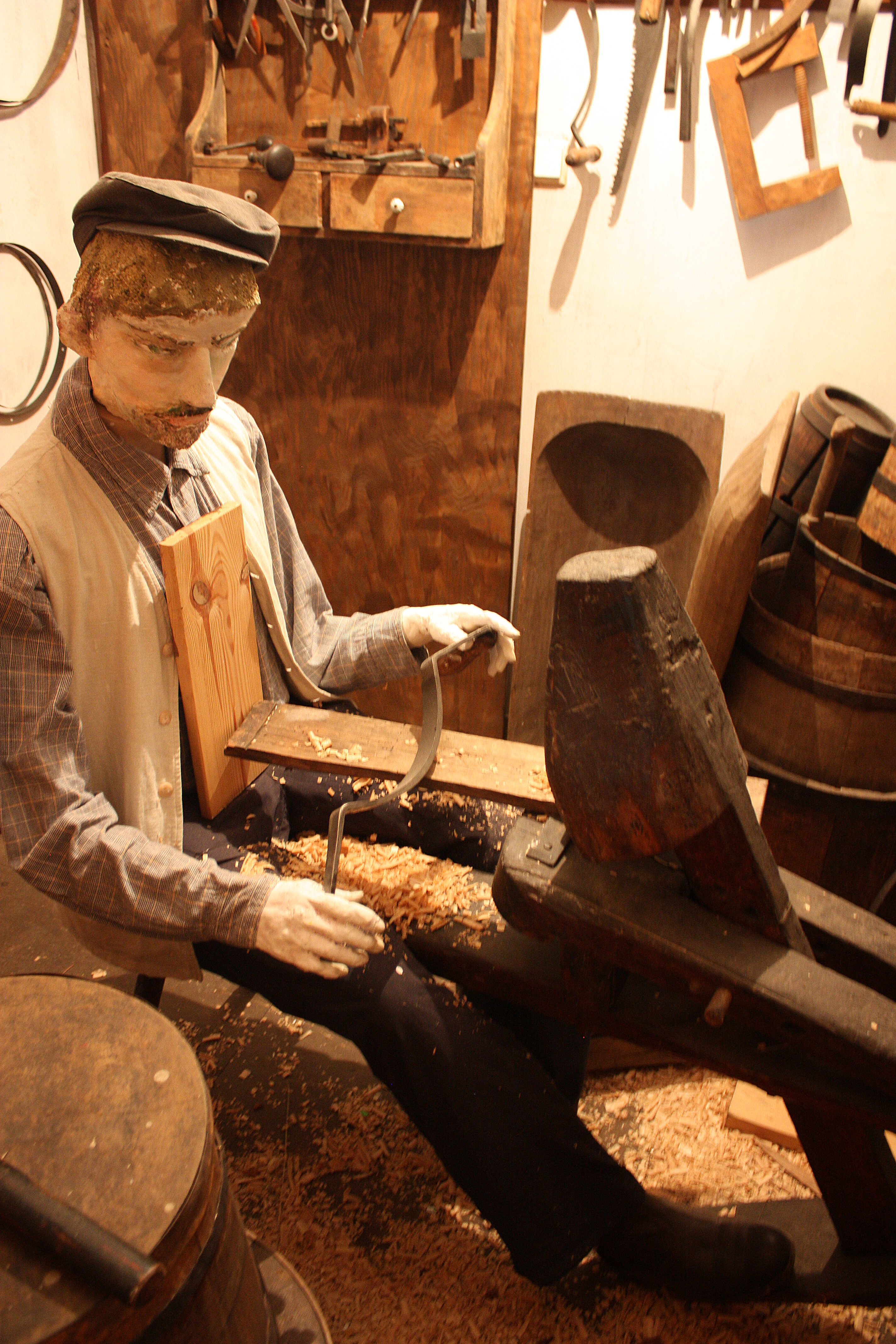
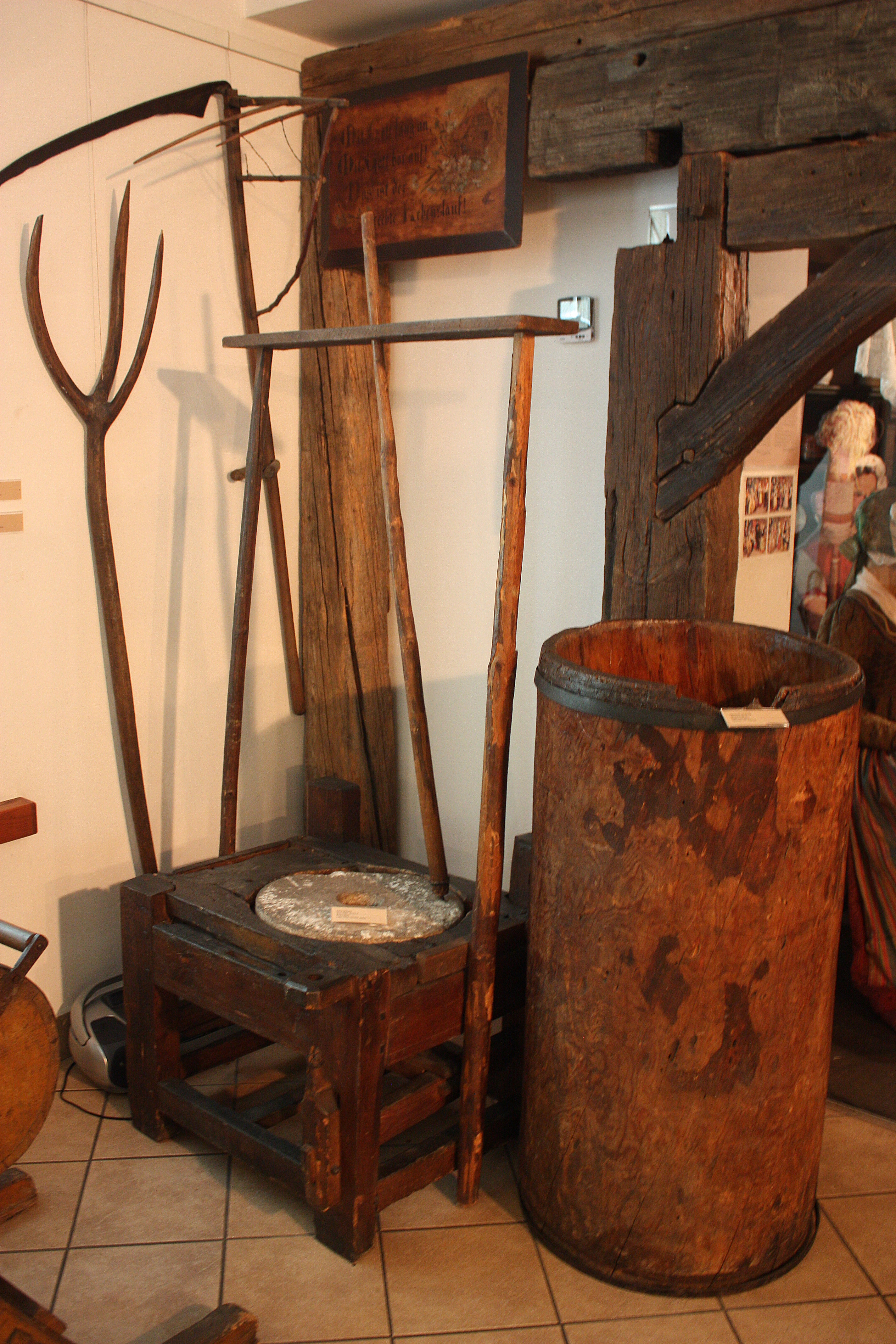
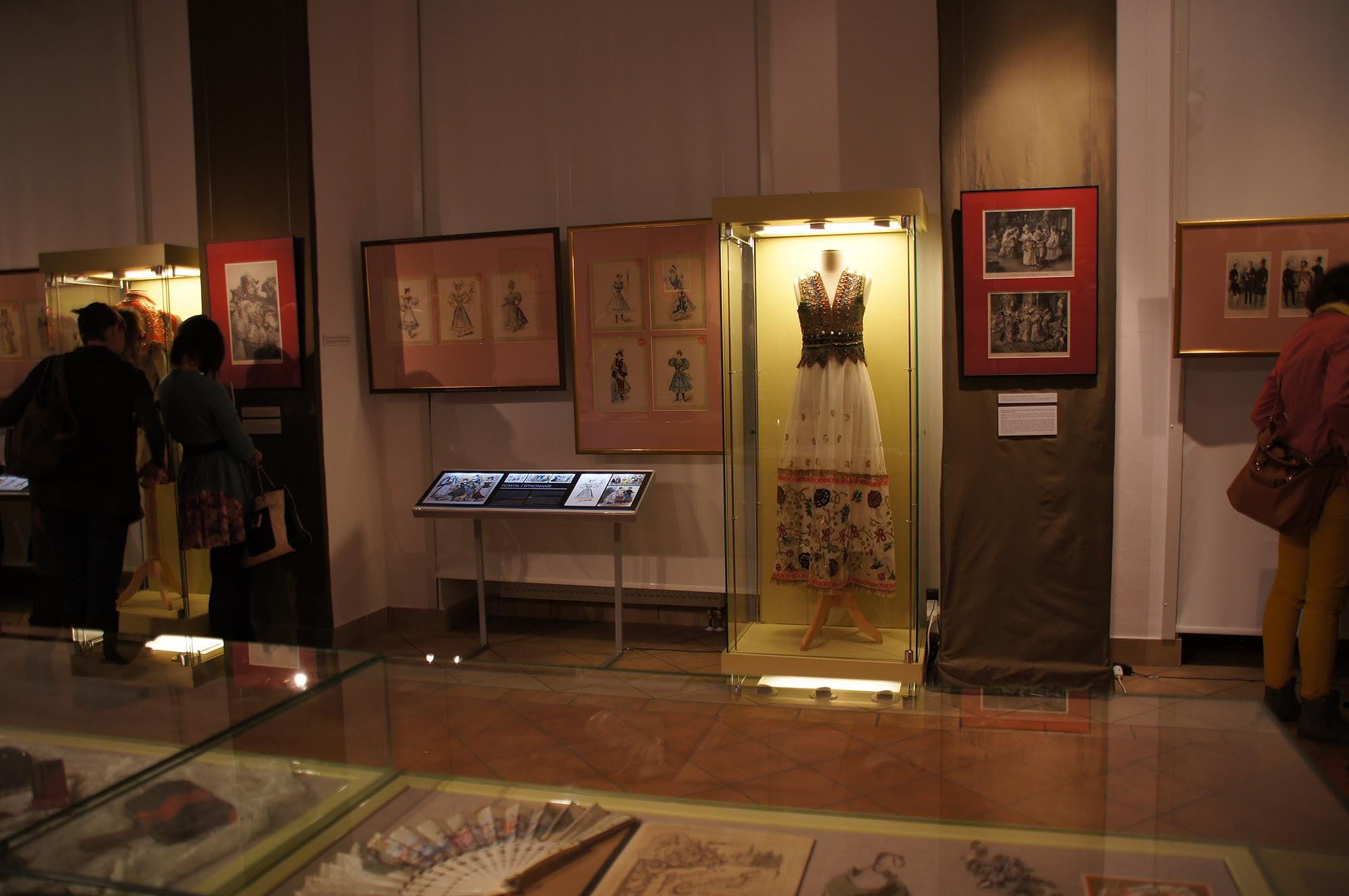
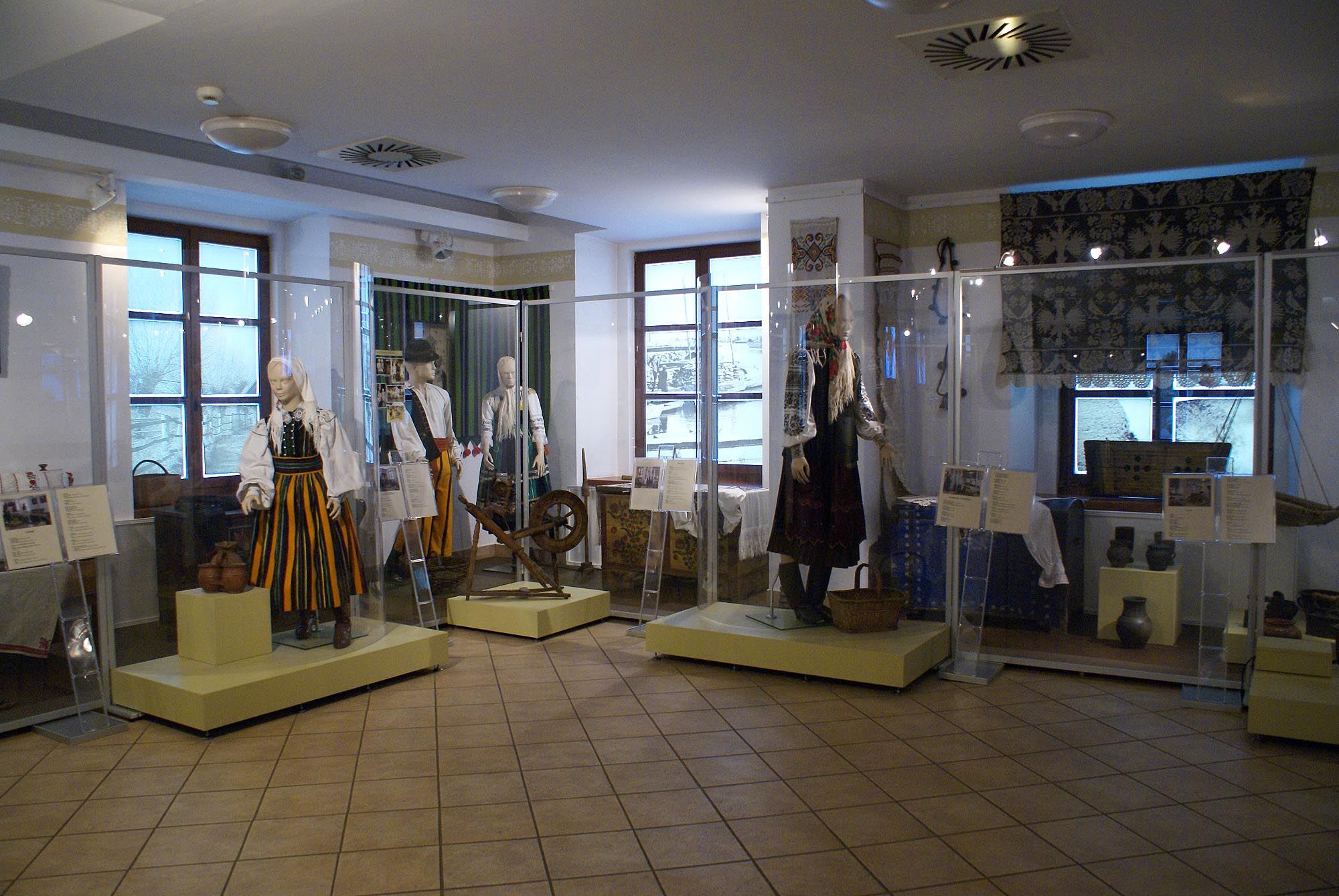
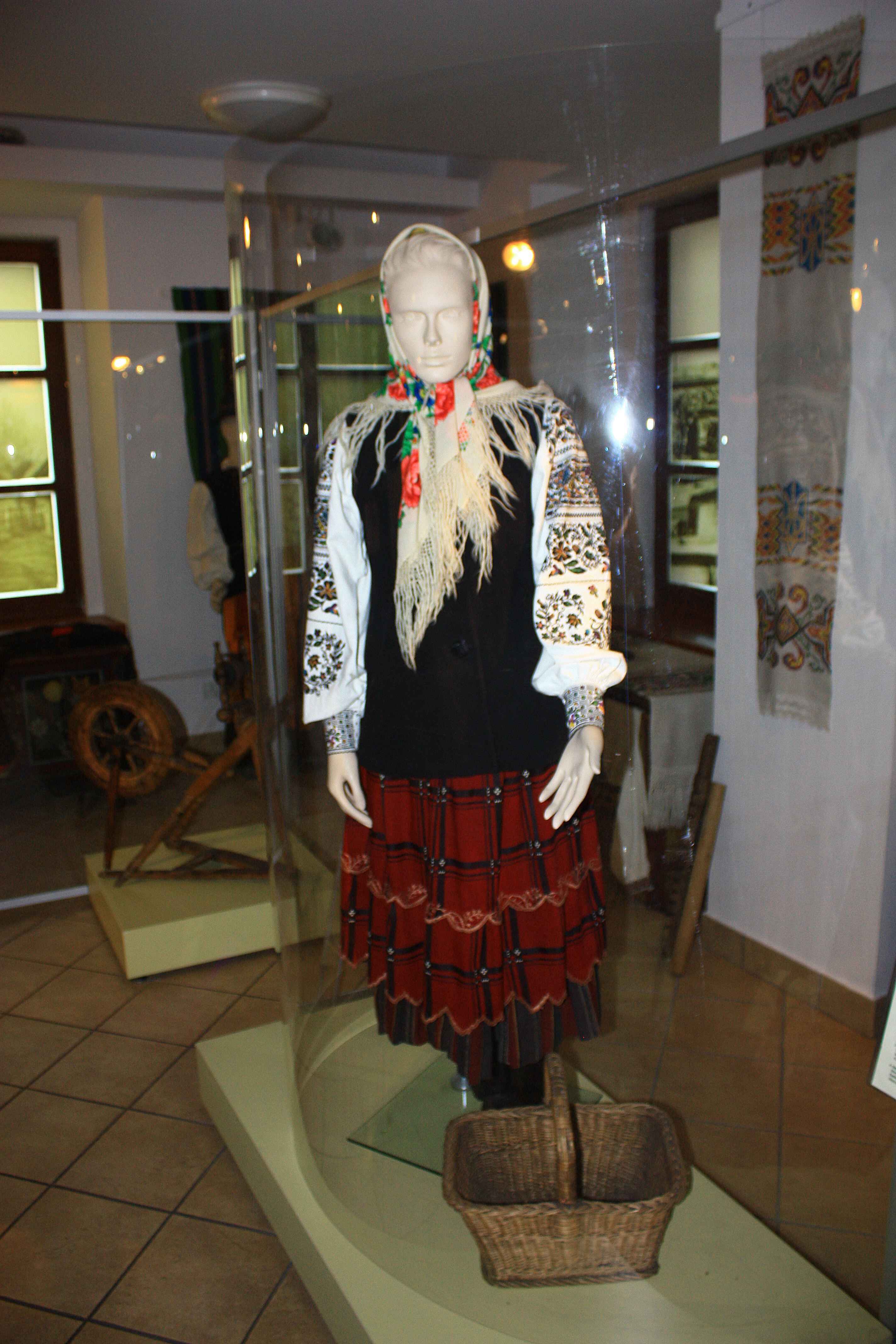